# Lauenstadt (Schulenburg)
Der frühere Flecken Lauenstadt ist eine Ortslage des Ortsteils Schulenburg der Stadt Pattensen in der Region Hannover in Niedersachsen.

## Geographie
Lauenstadt liegt etwa einen Kilometer östlich von Schulenburg als Straßendorf entlang der Landesstraße 460 nach Rössing. 
Zwischen Lauenstadt und Schulenburg fließt die Leine. Lauenstadt ist umgeben vom Landschaftsschutzgebiet Calenberger Leinetal. Durch die Lage im Flusstal drohen immer wieder Überschwemmungen. Etwa 200 m südlich von Lauenstadt verläuft die Grenze der Region Hannover zum Landkreis Hildesheim.

## Geschichte

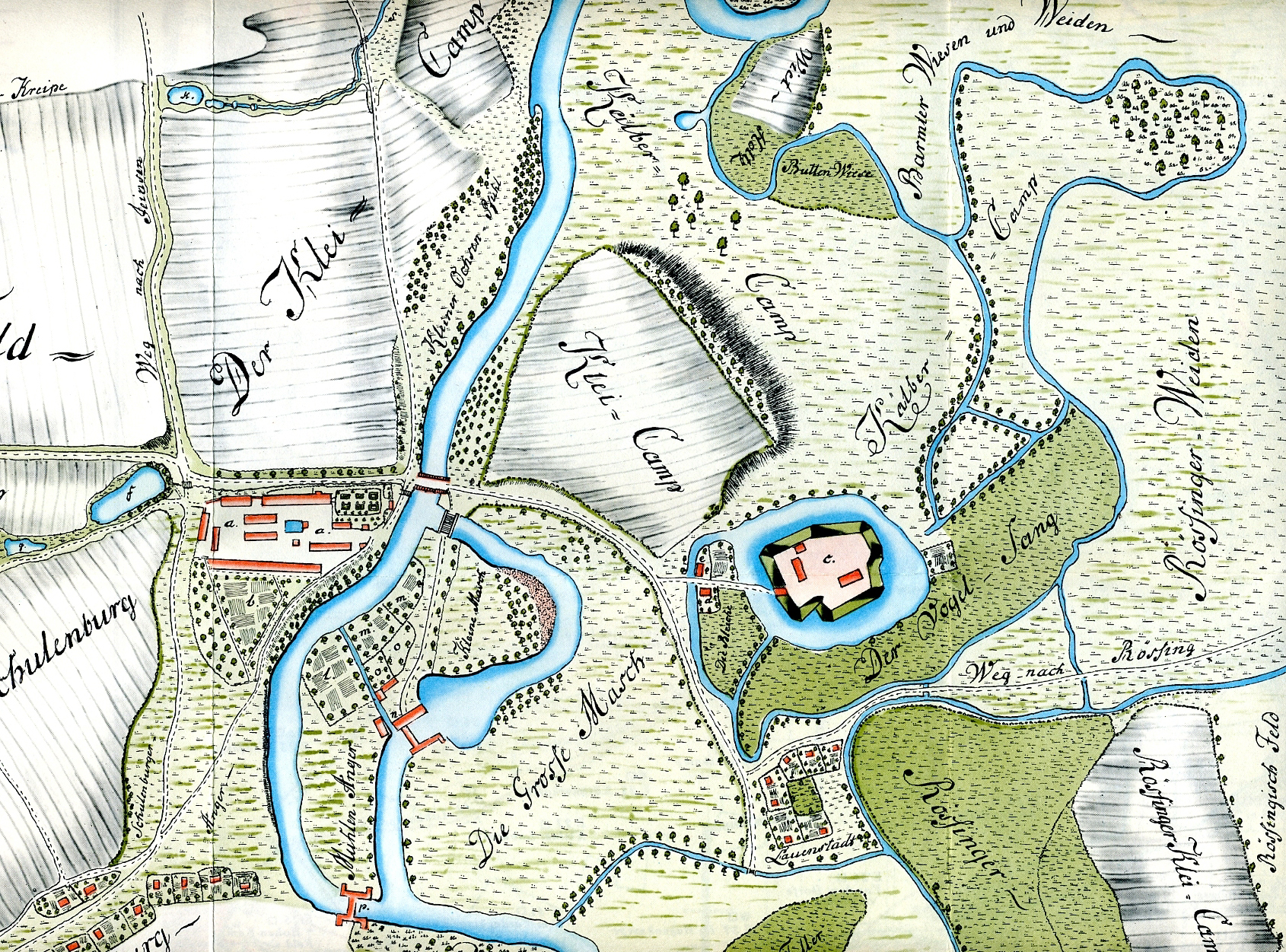
Lage von Lauenstadt genau südlich der Burg Calenberg
1771 von Joh. Christoph Ludewieg Clodius angefertigte Kopie einer Karte; „Abzeichnung der Zu den Amts Calenbergischen Haushalt gehörigen Pacht-Stücke“

Herzog Otto von Braunschweig und Lüneburg überließ im Jahr 1327 Konrad von Saldern die Burg Calenberg als Lehen und erlaubte diesem zudem die Gründung eines Weichbilds vor der Burg.
Der Ort wurde im Jahr 1361 als Blek, also Flecken, bezeichnet.
Es ist ungeklärt, seit wann der Ort den Namen Lauenstadt trug. Wahrscheinlich wurde er im 16. Jahrhundert so umbenannt. Der Löwe war das Wappentier der Welfen. Der Namensteil -stadt ist abgeleitet von Stätte.
Die 1613 als Lauenstadt aktenkundige Siedlung hatte eine ungewöhnlich kleine Feldflur. Sie bestand zu ihrer besten Zeit aus etwa 12 Häusern.
In Lauenstadt durfte viermal im Jahr Markt gehalten und auch mit Schweinen gehandelt werden. Im Jahr 1849 wurden im damaligen Amt Calenberg sämtliche Märkte außer dem in Lauenstadt aufgehoben.
Mindestens noch 1929 wurde in Lauenstadt zweimal jährlich ein Jahrmarkt gehalten.
Während der preußischen Landreform 1929 wurde Lauenstadt an Schulenburg angegliedert. Dieser Ort wurde 1974 zu einem Stadtteil von Pattensen.
Lauenstadt gehörte bis 1885 dem Amt Calenberg und danach dem Landkreis Springe an.
Bei der Auflösung des Landkreises Springe 1974 wurde Schulenburg in den Landkreis Hannover eingegliedert.
Bis 1931 war Lauenstadt eingepfarrt nach Jeinsen. Dort war auch die Schule. Danach wurde die Ortslage umgepfarrt nach Schulenburg.

## Einwohnerentwicklung
| Jahr        | 1812   | 1848 | 1910     | 2023 |
| ----------- | ------ | ---- | -------- | ---- |
| Einwohner   | 41     | 61   | 37       | 22   |
| Bezeichnung | Weiler | Dorf | Gemeinde | Ort  |